# Éric Mouloungui
Éric Mouloungui (Port-Gentil, 1º aprile 1984) è un ex calciatore gabonese, di ruolo attaccante.

## Carriera

### Club
Nel 2002, dopo aver giocato in patria con il Mangasport, si è trasferito in Francia: acquistato dallo Strasburgo, club militante in Ligue 1, viene ceduto in prestito al Pierrots Vauban. Nel gennaio 2003 è rientrato allo Strasburgo. Il debutto nel massimo campionato francese è avvenuto il 29 gennaio 2003, in Sedan-Strasburgo (2-1). Ha militato nel club biancoblu per due stagioni, collezionando 38 presenze e 3 reti in campionato con la prima squadra e 5 reti in 13 incontri con la seconda squadra. Il 27 dicembre 2005 viene ufficializzata la sua cessione in prestito al Gueugnon, club della Ligue 2 francese. Il debutto con la nuova maglia è datato 3 marzo 2006, nell'incontro di campionato Stade Lavallois-Gueugnon (1-1). Ha collezionato in totale, con il club gialloblu, 8 presenze in campionato. Terminato il prestito, è rientrato allo Strasburgo e vi ha militato per altre due stagioni, collezionando un totale di 14 reti in 63 incontri disputati. Il 28 luglio 2008 ha firmato un contratto quadriennale con il Nizza. Il debutto con la nuova maglia è avvenuto il 16 agosto 2008, nell'incontro di campionato Nizza-Nancy (2-1). Ha militato nel club rossonero per quattro stagioni, totalizzando 106 presenze e 18 reti in campionato. Il 23 maggio 2012 viene ufficializzato il suo trasferimento all'Al-Wahda, club emiratino. Il 6 marzo 2013 viene ufficializzata la sua cessione in prestito fino al termine della stagione allo Slask Breslavia, club polacco. Tornato nel club emiratino, vi ha militato fino all'anno successivo. Il 19 luglio 2014 è passato allo Shenyang Zhongze, club cinese militante in League Two. Al termine della stagione rimane svincolato. Il 13 maggio 2015 viene ingaggiato dal Mounana, tornando così in patria dopo 13 anni. L'11 gennaio 2017 si è trasferito al Béziers, tornando così in Francia dopo l'ultima esperienza al Nizza. Il 17 novembre 2017 è passato al Villefranche.

### Nazionale
Ha debuttato in Nazionale il 16 giugno 2001, in Marocco-Gabon (0-1). Ha messo a segno la sua prima rete con la maglia della Nazionale il 29 marzo 2003, in Gabon-Guinea Equatoriale (4-0), siglando la rete del momentaneo 1-0 al minuto 8. Ha partecipato, con la Nazionale, alla Coppa d'Africa 2010 e alla Coppa d'Africa 2012. È sceso in campo, inoltre, nelle qualificazioni ai mondiali 2006, 2010, 2014 e nelle qualificazioni alla Coppa d'Africa 2002, 2004 e 2008. Ha collezionato in totale, con la maglia della Nazionale, 39 presenze e 7 reti.

## Statistiche

### Cronologia presenze e reti in Nazionale
| Cronologia completa delle presenze e delle reti in nazionale ― Gabon | Cronologia completa delle presenze e delle reti in nazionale ― Gabon | Cronologia completa delle presenze e delle reti in nazionale ― Gabon | Cronologia completa delle presenze e delle reti in nazionale ― Gabon | Cronologia completa delle presenze e delle reti in nazionale ― Gabon | Cronologia completa delle presenze e delle reti in nazionale ― Gabon | Cronologia completa delle presenze e delle reti in nazionale ― Gabon | Cronologia completa delle presenze e delle reti in nazionale ― Gabon |
| Data                                                                 | Città                                                                | In casa                                                              | Risultato                                                            | Ospiti                                                               | Competizione                                                         | Reti                                                                 | Note                                                                 |
| -------------------------------------------------------------------- | -------------------------------------------------------------------- | -------------------------------------------------------------------- | -------------------------------------------------------------------- | -------------------------------------------------------------------- | -------------------------------------------------------------------- | -------------------------------------------------------------------- | -------------------------------------------------------------------- |
| 16-6-2001                                                            | Fès                                                                  | Marocco                                                              | 0 – 1                                                                | Gabon                                                                | Qual. Coppa d'Africa 2002                                            | -                                                                    |                                                                      |
| 7-9-2002                                                             | Libreville                                                           | Gabon                                                                | 0 – 1                                                                | Marocco                                                              | Qual. Coppa d'Africa 2004                                            | -                                                                    | 46’                                                                  |
| 12-10-2002                                                           | Freetown                                                             | Sierra Leone                                                         | 2 – 0                                                                | Gabon                                                                | Qual. Coppa d'Africa 2004                                            | -                                                                    | 70’                                                                  |
| 29-3-2003                                                            | Libreville                                                           | Gabon                                                                | 4 – 0                                                                | Guinea Equatoriale                                                   | Qual. Coppa d'Africa 2004                                            | 1                                                                    |                                                                      |
| 26-3-2005                                                            | Port Harcourt                                                        | Nigeria                                                              | 2 – 0                                                                | Gabon                                                                | Qual. Mondiali 2006                                                  | -                                                                    | 84’                                                                  |
| 15-8-2006                                                            | Aix-en-Provence                                                      | Algeria                                                              | 0 – 2                                                                | Gabon                                                                | Amichevole                                                           | 1                                                                    |                                                                      |
| 2-9-2006                                                             | Libreville                                                           | Gabon                                                                | 4 – 0                                                                | Madagascar                                                           | Qual. Coppa d'Africa 2008                                            | -                                                                    |                                                                      |
| 8-10-2006                                                            | Abidjan                                                              | Costa d'Avorio                                                       | 5 – 0                                                                | Gabon                                                                | Qual. Coppa d'Africa 2008                                            | -                                                                    |                                                                      |
| 21-8-2007                                                            | Créteil                                                              | Benin                                                                | 2 – 2                                                                | Gabon                                                                | Amichevole                                                           | 1                                                                    |                                                                      |
| 8-9-2007                                                             | Libreville                                                           | Gabon                                                                | 0 – 0                                                                | Costa d'Avorio                                                       | Qual. Coppa d'Africa 2008                                            | -                                                                    |                                                                      |
| 25-3-2008                                                            | Aubervilliers                                                        | RD del Congo                                                         | 0 – 0                                                                | Gabon                                                                | Amichevole                                                           | -                                                                    |                                                                      |
| 7-6-2008                                                             | Tripoli                                                              | Libia                                                                | 1 – 0                                                                | Gabon                                                                | Qual. Mondiali 2010                                                  | -                                                                    |                                                                      |
| 14-6-2008                                                            | Libreville                                                           | Gabon                                                                | 2 – 0                                                                | Ghana                                                                | Qual. Mondiali 2010                                                  | -                                                                    | 59’                                                                  |
| 7-9-2008                                                             | Bloemfontein                                                         | Lesotho                                                              | 0 – 3                                                                | Gabon                                                                | Qual. Mondiali 2010                                                  | -                                                                    | 32’                                                                  |
| 18-11-2008                                                           | Compiègne                                                            | Gabon                                                                | 3 – 3                                                                | Guinea                                                               | Amichevole                                                           | 1                                                                    | 46’                                                                  |
| 11-8-2009                                                            | Dieppe                                                               | Benin                                                                | 1 – 1                                                                | Gabon                                                                | Amichevole                                                           | -                                                                    | 62’                                                                  |
| 5-9-2009                                                             | Libreville                                                           | Gabon                                                                | 0 – 2                                                                | Camerun                                                              | Qual. Mondiali 2010                                                  | -                                                                    | 73’                                                                  |
| 9-9-2009                                                             | Yaoundé                                                              | Camerun                                                              | 2 – 1                                                                | Gabon                                                                | Qual. Mondiali 2010                                                  | -                                                                    | 79’                                                                  |
| 10-10-2009                                                           | Libreville                                                           | Gabon                                                                | 3 – 1                                                                | Marocco                                                              | Qual. Mondiali 2010                                                  | 1                                                                    | 61’                                                                  |
| 14-11-2009                                                           | Lomé                                                                 | Togo                                                                 | 1 – 0                                                                | Gabon                                                                | Qual. Mondiali 2010                                                  | -                                                                    | 84’                                                                  |
| 6-1-2010                                                             | Bloemfontein                                                         | Gabon                                                                | 2 – 0                                                                | Mozambico                                                            | Amichevole                                                           | -                                                                    | 60’                                                                  |
| 17-1-2010                                                            | Lubango                                                              | Gabon                                                                | 0 – 0                                                                | Tunisia                                                              | Coppa d'Africa 2010 - Gironi                                         | -                                                                    | 78’                                                                  |
| 21-1-2010                                                            | Benguela                                                             | Gabon                                                                | 1 – 2                                                                | Zambia                                                               | Coppa d'Africa 2010 - Gironi                                         | -                                                                    |                                                                      |
| 11-8-2010                                                            | Algeri                                                               | Algeria                                                              | 1 – 2                                                                | Gabon                                                                | Amichevole                                                           | -                                                                    |                                                                      |
| 6-9-2010                                                             | Cannes                                                               | Burkina Faso                                                         | 1 – 1                                                                | Gabon                                                                | Amichevole                                                           | -                                                                    |                                                                      |
| 17-11-2010                                                           | Saint-Gratien                                                        | Senegal                                                              | 2 – 1                                                                | Gabon                                                                | Amichevole                                                           | -                                                                    | 72’                                                                  |
| 7-6-2011                                                             | Moanda                                                               | Gabon                                                                | 0 – 1                                                                | Gambia                                                               | Amichevole                                                           | -                                                                    |                                                                      |
| 10-8-2011                                                            | Saint-Gratien                                                        | Gabon                                                                | 1 – 1                                                                | Guinea                                                               | Amichevole                                                           | -                                                                    |                                                                      |
| 6-9-2011                                                             | Nizza                                                                | Gabon                                                                | 1 – 0                                                                | Niger                                                                | Amichevole                                                           | -                                                                    |                                                                      |
| 7-10-2011                                                            | Cannes                                                               | Gabon                                                                | 2 – 0                                                                | Guinea Equatoriale                                                   | Amichevole                                                           | -                                                                    |                                                                      |
| 10-11-2011                                                           | Libreville                                                           | Gabon                                                                | 0 – 2                                                                | Brasile                                                              | Amichevole                                                           | -                                                                    | 74’                                                                  |
| 15-11-2011                                                           | Saint-Leu-la-Forêt                                                   | Ghana                                                                | 2 – 1                                                                | Gabon                                                                | Amichevole                                                           | 1                                                                    |                                                                      |
| 16-1-2012                                                            | Franceville                                                          | Gabon                                                                | 0 – 0                                                                | Sudan                                                                | Amichevole                                                           | -                                                                    |                                                                      |
| 23-1-2012                                                            | Libreville                                                           | Gabon                                                                | 2 – 0                                                                | Niger                                                                | Coppa d'Africa 2012 - Gironi                                         | -                                                                    |                                                                      |
| 27-1-2012                                                            | Libreville                                                           | Gabon                                                                | 3 – 2                                                                | Marocco                                                              | Coppa d'Africa 2012 - Gironi                                         | -                                                                    | 85’                                                                  |
| 5-2-2012                                                             | Libreville                                                           | Gabon                                                                | 1 – 1 dts (4 - 5 dtr)                                                | Mali                                                                 | Coppa d'Africa 2012 - Quarti di finale                               | 1                                                                    |                                                                      |
| 23-3-2013                                                            | Pointe-Noire                                                         | Rep. del Congo                                                       | 1 – 0                                                                | Gabon                                                                | Qual. Mondiali 2014                                                  | -                                                                    | 58’ 62’                                                              |
| 8-6-2013                                                             | Franceville                                                          | Gabon                                                                | 0 – 0                                                                | Rep. del Congo                                                       | Qual. Mondiali 2014                                                  | -                                                                    | 74’                                                                  |
| 15-6-2013                                                            | Franceville                                                          | Gabon                                                                | 4 – 1                                                                | Niger                                                                | Qual. Mondiali 2014                                                  | -                                                                    | 66’ 83’                                                              |
| Totale                                                               |                                                                      | Presenze                                                             | 39                                                                   |                                                                      | Reti                                                                 | 7                                                                    |                                                                      |